# スミス級駆逐艦
スミス級駆逐艦（英語: Smith-class destroyers）は、アメリカ海軍の駆逐艦の艦級。

## 来歴
アメリカ海軍では、米西戦争の教訓を受けて駆逐艦の整備に着手し、まず1898年度計画で4艦級16隻を建造した。これらはいずれも400トン級でレシプロ蒸気機関を搭載していたが、排水量超過のほか、特に主機関の信頼性の問題が大きく、計画速力の達成は難しかった。
その後、しばらく駆逐艦の建造は途絶えていたが、1901年に就任したセオドア・ルーズベルト大統領が海軍力の拡充を志向したことから、1903年にアメリカ海軍が策定した長期計画では、戦艦部隊を防御するために、戦艦1隻に対して駆逐艦1隻を配するよう計画されていた。
このことから、1906年・1907年度計画では、より航洋性に優れた駆逐艦の建造が盛り込まれた。これによって建造されたのが本級である。

## 設計
船型を船首楼型とした点では1898年度計画艦と同様だが、艦型を700トン型に拡大しており、高い艦首乾舷を有する。これにより、本級は、当時のアメリカ高速艦艇のなかではもっとも堪航性に優れた艦となっていた。
最大の変更点が主機関で、本級より蒸気タービンに変更され、パーソンズ直結タービンが採用された。3軸推進とされており、中央軸に高圧タービン、左舷軸に低圧タービンと高圧巡航タービン、右舷軸に低圧タービンと低圧巡航タービンを結合する構成とされており、低圧タービンには後進段落も付されていた。これは日本の海風型とほぼ同様の方式である。なおボイラーは石炭焚きで、モシャー缶とソーニクロフト缶、ノルマン缶の3タイプがある。
蒸気タービンの採用は成功を収め、海上公試では計画速力の28ノットはもちろん、30ノット以上を記録した艦もあった。しかし補機を含めた機関部全体としては、レシプロ蒸気機関と比して有意な改善点は少なく、更なる改善が必要と考えられた。
艦砲としてはMk.2 50口径3インチ砲5門を備えている。これらは艦橋前方と1番煙突の両舷および後檣の前後に装備されている。なおアメリカ海軍の戦術思想では突撃時の艦首方向の火力を重視していたことから、舷側装備砲の前方射界を確保するため、船首楼の後部を深くカットしている。なお遠洋作戦では魚雷の補給が困難であることから、本級では単装発射管の側に次発魚雷用の格納庫を設置した。

## 同型艦
本級は5隻が建造されたが、フラッサーとリードはしばしばフラッサー級駆逐艦として分類される。第一次世界大戦時に運用されたが、終結後程なく僅か11年の艦歴で除籍された。
- スミス (USS Smith, DD-17)

由来の人物は、南北戦争中のハンプトン・ローズ海戦で戦死したモニター乗員ジョゼフ・B・スミス大尉。
ウィリアム・クランプ・アンド・サンズにて1908年3月18日起工・1909年4月20日進水・同年11月26日就役、1919年9月2日退役後売却。
- ラムソン (USS Lamson, DD-18)

由来の人物は、南北戦争中の第二次フィッシャー砦の戦いに海兵隊将校として参加したロズウェル・ラムソン大尉。
ウィリアム・クランプ・アンド・サンズにて1908年3月18日起工・1909年6月16日進水・1910年2月10日就役、1919年7月15日退役後売却。
- プレストン (USS Preston, DD-19)

由来の人物は、南北戦争中の第二次フィッシャー砦の戦いで戦死した海兵隊将校サミュエル・W・プレストン大尉。
ニューヨーク造船所にて1908年4月28日起工・1909年7月14日進水・同年12月21日就役、1919年7月17日退役後売却。
- フラッサー (USS Flusser, DD-20)

由来の人物は、南北戦争中のプリマスの戦いで戦死したマイアミ号艦長チャールズ・ウィリアムソン・フラッサー中尉。
バス鉄工所にて1908年8月3日起工・1909年7月20日進水・同年10月28日就役、1919年7月15日退役後売却。
- リード (USS Reid, DD-21)

由来の人物は、星条旗を改作し、独立13州を表す十三条のデザインを固定化したサミュエル・C・リード提督。
バス鉄工所にて1908年8月3日起工・1909年8月17日進水・同年12月3日就役、1919年7月31日退役後売却。